# Temporada 1949-50 de los Fort Wayne Pistons
La Temporada 1949-50 fue la segunda de los Fort Wayne Pistons en la liga, la primera con la denominación NBA. La temporada regular acabó con 40 victorias y 28 derrotas, clasificándose para los playoffs, en los que cayeron en las finales de división ante los Minneapolis Lakers.

## Elecciones en elDraft
| Ronda | Puesto | Jugador     | Posición  | Nacionalidad   | Universidad      |
| ----- | ------ | ----------- | --------- | -------------- | ---------------- |
| 1     | 3      | Bob Harris  | Ala-Pívot | Estados Unidos | Oklahoma State   |
| 2     | 15     | John Oldham | Base      | Estados Unidos | Western Kentucky |
| 3     | 26     | Fred Schaus | Alero     | Estados Unidos | West Virginia    |
| 4     | 39     | Jerry Nagel | Base      | Estados Unidos | Loyola (IL)      |

## Temporada regular
| División Central     | División Central | División Central | División Central | División Central | División Central | División Central | División Central | División Central |
| Equipo               | G                | P                | %                | PD               | Casa             | Fuera            | Neutral          | Div              |
| -------------------- | ---------------- | ---------------- | ---------------- | ---------------- | ---------------- | ---------------- | ---------------- | ---------------- |
| x-Minneapolis Lakers | 51               | 17               | .750             | -                | 30-1             | 18-16            | 3-0              | 16-8             |
| x-Rochester Royals   | 51               | 17               | .750             | -                | 33-1             | 17-6             | 1-0              | 15-9             |
| x-Fort Wayne Pistons | 40               | 28               | .588             | 11               | 28-6             | 12-22            | -                | 14-10            |
| x-Chicago Stags      | 40               | 28               | .588             | 11               | 18-6             | 14–21            | 8-1              | 11-13            |
| St. Louis Bombers    | 26               | 42               | .382             | 25               | 17-14            | 7–26             | 2-2              | 4-20             |

## Playoffs

### Semifinales de División
Fort Wayne Pistons - Rochester Royals
| Fecha       | Partido                                         | Ciudad     |
| ----------- | ----------------------------------------------- | ---------- |
| 23 de marzo | Rochester Royals 84, Fort Wayne Pistons 90      | Rochester  |
| 24 de marzo | Fort Wayne Pistons 79, Rochester Royals 78 (OT) | Fort Wayne |
|             | Fort Wayne gana las series 2-0                  |            |

### Finales de División
Fort Wayne Pistons - Minneapolis Lakers
| Fecha       | Partido                                      | Ciudad      |
| ----------- | -------------------------------------------- | ----------- |
| 27 de marzo | Minneapolis Lakers 93, Fort Wayne Pistons 79 | Minneapolis |
| 28 de marzo | Fort Wayne Pistons 82, Minneapolis Lakers 89 | Fort Wayne  |
|             | Minneapolis gana las series 2-0              |             |

## Estadísticas
| Rk | Jugador         | Edad | P  | PT | MP | TC  | TCI  | %TC  | 3P | 3PI | %3P | TL  | TLI | %TL  | RO | RD | RT | AS  | RB | TAP | BP | FP  | PTS  |
| 1  | Fred Schaus     | 24   | 68 |    |    | 5.2 | 14.6 | .352 |    |     |     | 4.0 | 4.9 | .818 |    |    |    | 2.6 |    |     |    | 3.4 | 14.3 |
| 2  | Charlie Black   | 28   | 36 |    |    | 3.5 | 12.1 | .287 |    |     |     | 3.7 | 5.8 | .632 |    |    |    | 2.1 |    |     |    | 3.9 | 10.6 |
| 3  | Bob Carpenter   | 32   | 66 |    |    | 3.2 | 9.3  | .344 |    |     |     | 2.9 | 3.9 | .742 |    |    |    | 1.4 |    |     |    | 2.5 | 9.3  |
| 4  | Howie Schultz   | 27   | 32 |    |    | 3.0 | 11.1 | .270 |    |     |     | 2.5 | 3.8 | .648 |    |    |    | 2.5 |    |     |    | 3.7 | 8.5  |
| 5  | Ralph Johnson   | 28   | 32 |    |    | 3.4 | 11.0 | .312 |    |     |     | 1.0 | 1.4 | .717 |    |    |    | 2.1 |    |     |    | 3.0 | 7.9  |
| 6  | Bob Harris      | 22   | 62 |    |    | 2.7 | 7.5  | .361 |    |     |     | 2.3 | 3.6 | .628 |    |    |    | 2.1 |    |     |    | 3.1 | 7.7  |
| 7  | Duane Klueh     | 24   | 19 |    |    | 2.6 | 5.9  | .438 |    |     |     | 2.4 | 3.6 | .667 |    |    |    | 1.5 |    |     |    | 2.0 | 7.6  |
| 8  | Curly Armstrong | 31   | 63 |    |    | 2.3 | 8.2  | .279 |    |     |     | 2.7 | 3.8 | .705 |    |    |    | 2.8 |    |     |    | 3.4 | 7.3  |
| 9  | Jack Kerris     | 25   | 64 |    |    | 2.3 | 7.1  | .327 |    |     |     | 2.5 | 3.9 | .641 |    |    |    | 1.7 |    |     |    | 2.5 | 7.1  |
| 10 | Leo Klier       | 26   | 66 |    |    | 2.4 | 7.8  | .304 |    |     |     | 2.1 | 2.9 | .742 |    |    |    | 1.8 |    |     |    | 2.7 | 6.9  |
| 11 | John Oldham     | 26   | 59 |    |    | 2.2 | 7.2  | .298 |    |     |     | 1.7 | 2.5 | .710 |    |    |    | 1.7 |    |     |    | 3.3 | 6.1  |
| 12 | Richie Niemiera | 28   | 31 |    |    | 1.9 | 6.7  | .285 |    |     |     | 1.8 | 2.4 | .767 |    |    |    | 2.0 |    |     |    | 1.4 | 5.6  |
| 13 | Bill Henry      | 25   | 44 |    |    | 1.5 | 4.8  | .311 |    |     |     | 1.9 | 2.8 | .672 |    |    |    | 0.9 |    |     |    | 2.3 | 4.9  |
| 14 | John Mahnken    | 27   | 2  |    |    | 1.5 | 4.0  | .375 |    |     |     | 0.5 | 1.5 | .333 |    |    |    | 1.0 |    |     |    | 4.0 | 3.5  |
| 15 | Clint Wager     | 30   | 63 |    |    | 0.9 | 3.2  | .281 |    |     |     | 0.5 | 0.7 | .617 |    |    |    | 1.4 |    |     |    | 2.8 | 2.3  |
| 16 | Jerry Nagel     | 21   | 14 |    |    | 0.4 | 2.0  | .214 |    |     |     | 0.1 | 0.3 | .250 |    |    |    | 1.3 |    |     |    | 0.8 | 0.9  |

## Galardones y récords
| Jugador     | Galardón                    |
| Fred Schaus | 2º Mejor quinteto de la NBA |